# Ceradenia oidiophora
Ceradenia oidiophora là một loài dương xỉ trong họ Polypodiaceae. Loài này được Mickel & Beitel A.R. Sm. mô tả khoa học đầu tiên năm 1995.